# Aloe kilifiensis
Aloe kilifiensis é uma espécie de liliopsida do gênero Aloe, pertencente à família Asphodelaceae.